# Erik Trinkaus
Erik Trinkaus, PhD, (24 de dezembro de 1948) é um proeminente antropólogo e especialista em biologia neandertal e evolução humana. Trinkaus pesquisa a evolução do gênero Homo sapiens, se concentrando em paleoantropologia e no surgimento dos humanos arcaicos e modernos e a subsequente evolução da humanidade “anatomicamente moderna”. Trinkaus é membro da National Academy of Sciences, contribui com publicações como a Natural History e Scientific American e é frequentemente citado na mídia popular. Trinkaus é professor de antropologia física na Washington University in St. Louis.

## Educação
Trinkaus recebeu seu bacharelado em história da arte e em física pela University of Wisconsin-Madison e seu mestrado e doutorado (PhD) em antropologia pela Universidade of Pennsylvania em 1975.

## Influência científica
As análises e resultados das pesquisas de Trinkaus com material arqueológico deram contribuições significativas para a compreensão da biologia humana, particularmente nas áreas de extinção e inteligência neandertal, a teoria da Eva mitocondrial e as contribuições do DNA neandertal para o pool genético humano.
As pesquisas de Trinkaus enfatizam as implicações biológicas das mudanças comportamentais que podem ter ocorrido em decorrência de interação entre neandertais e humanos modernos. Sua pesquisa aborda o debate da origem dos humanos anatomicamente modernos, interpretação do registro arqueológico e padrões de variação anatômica humana recente, principalmente através da análise de fosseisl. Sua pesquisa envolve a análise biomecânica de crânios, adaptações respiratórias e de termorregulação, interpretações de padrões ecogeográficos, avaliação da evolução neuroanatômica, e inter-relações entre esses padrões.
Em 1999, Trinkaus e seus colegas documentaram que neandertais vagaram a Europa central 28 mil anos atrás, a data mais recente já estabelecida para fósseis neandertais em todo o mundo.
Depois do achado recente de um fóssil possivelmente híbrido de neandertal com humano moderno em Portugal, Trinkaus expandiu suas pesquisas para incluir os complexos padrões de evolução humana ao longo do Pleistoceno Médio, especialmente com relação à diversidade, paleobiologia e comportamento de humanos modernos arcaicos.

## Projetos de pesquisa
A pesquisa recente de Trinkaus tem se concentrado em três projetos recentes. O primeiro envolve o "menino do Lapedo", um esqueleto de uma criança do início do Paleolítico Superior (~25.000 AP) achado no Abrigo do Lagar Velho, em Portugal, um espécime que indica algum grau de miscigenação entre neandertais e humanos modernos arcaicos na Península Ibérica. O segundo se ocupa da maior amostra de restos de humanos modernos conhecida, da cultura paleolítica gravettiana,  no sítio arqueológico de Dolní Věstonice, na região tcheca da Morávia, datado entre 25 e 27 mil anos AP. O terceiro teve início em 2002 com a descoberta, na Romênia, dos restos de humanos modernos arcaicos de Peştera cu Oase, datados de 35.000 AP, que representa os fósseis de humanos modernos já descobertos na Europa.